# Ordway
Ordway és una població dels Estats Units, seu del comtat de Crowley, a l'estat de Colorado. Segons el cens del 2000 tenia 1.248 habitants.

## Demografia
Segons el cens del 2000, Ordway tenia 1.248 habitants, 485 habitatges, i 317 famílies. La densitat de població era de 625,8 habitants per km².
Dels 485 habitatges en un 33,6% hi vivien nens de menys de 18 anys, en un 45,2% hi vivien parelles casades, en un 14,8% dones solteres, i en un 34,6% no eren unitats familiars. En el 31,5% dels habitatges hi vivien persones soles el 17,5% de les quals corresponia a persones de 65 anys o més que vivien soles. El nombre mitjà de persones vivint en cada habitatge era de 2,47 i el nombre mitjà de persones que vivien en cada família era de 3,09.
Per edats la població es repartia de la següent manera: un 28,8% tenia menys de 18 anys, un 8,6% entre 18 i 24, un 24,4% entre 25 i 44, un 19,8% de 45 a 60 i un 18,5% 65 anys o més.
L'edat mediana era de 37 anys. Per cada 100 dones de 18 o més anys hi havia 82,2 homes.
La renda mediana per habitatge era de 23.967 $ i la renda mediana per família de 29.107 $. Els homes tenien una renda mediana de 25.139 $ mentre que les dones 26.607 $. La renda per capita de la població era de 14.334 $. Entorn del 20% de les famílies i el 21,4% de la població estaven per davall del llindar de pobresa.

## Poblacions més properes
El següent diagrama mostra les poblacions més properes.